# Sveriges liberala parti
Sveriges liberala parti var ett politiskt parti som 1923–1934 fungerade som partiorganisation för Liberala riksdagspartiet.
Det bildades under Frisinnade landsföreningens landsmöte den 27 maj 1923. Frågan om rusdrycksförbud sprängde detta parti, även om det även fanns andra faktorer, till exempel personfrågor, som medverkade. Den förbudsovilliga minoriteten med tyngdpunkt i södra Sverige utträdde ur partiet och bildade Sveriges liberala parti efter att landsmötet beslutat att fortsatt verka för förbud, trots att en majoritet av väljarna vid folkomröstningen om rusdrycksförbud i Sverige sagt nej till detta.
Partiet slogs 1934 ihop med Frisinnade landsföreningen under namnet Folkpartiet.

## Partiledare
- 1923 - 1930 Eliel Löfgren
- 1930 - 1933 Ernst Lyberg
- 1933 - 1934 Karl Andersson